# Angelic Upstarts
De Angelic Upstarts, soms kortweg The Upstarts, zijn een Engelse punkrockband die werd opgericht in South Shields in 1977.
De band staat bekend om politiek geladen songs met een antifascistische en socialistische "working class"-filosofie en werd na het hoogtepunt van de punkbeweging geassocieerd met de skinhead-subcultuur.
De tekst van hun debuutsingle The murder of Liddle Towers in 1978 ging over de Britse amateur-bokscoach Liddle Towers, die in 1976 enige tijd na een hardhandige arrestatie door de politie op 39-jarige leeftijd overleed. Deze single staat vermeld in de lijst van het tijdschrift Mojo met de beste punkrock-singles aller tijden.
In het eerste decennium van zijn bestaan bracht de band acht studioalbums uit. Nieuwe albums volgden in 1992, 2002, 2011 en 2016.
De oorspronkelijke leden van de band waren Thomas Mensforth alias Mensi als zanger, Ray Cowie (Moon) op gitaar, Steve Forsten op basgitaar en Derek "Decca" Wade op drums. Keith Bell was de manager van de band tot 1980, toen hij veroordeeld werd tot een gevangenisstraf wegens brandstichting.
Latere bandleden waren onder anderen Ronnie Wooden, Glyn Warren en Tony Feedback. Drummers waren onder meer Warrington (later bij Cockney Rejects), Paul Thompson (ex-Roxy Music), Chris White en Evoker.
Mensi overleed in december 2021.

## Varia
In 2001 verscheen een coveralbum getiteld We are the People ter ere van de Upstarts, inclusief nummers van bands als Leatherface, The Oppressed, Red London en Red Alert.
In 2009 samplede de punk-beïnvloede singer-songwriter Jamie T vocalen van Angelic Upstarts in zijn nummer "The Man's Machine".

## Discografie

### Studioalbums
- Teenage Warning, 1979
- We Gotta Get out of This Place, 1980
- 2,000,000 Voices, 1981
- Still from the Heart, 1982)
- Reason Why?, 1983
- Last Tango in Moscow, 1984
- Power of the Press, 1986
- Blood on the Terraces, 1987
- Bombed Out, 1992,
- Sons Of Spartacus, 2002
- The Dirty Dozen, 2011
- Bullingdon Bastards, 2015

### Livealbums
- Angelic Upstarts Live, 1981
- Live in Yugoslavia, 1985
- Live & Loud, 1988
- Greatest Hits Live, 1991
- Live in Lubeck 1989, 1994
- Live from the Justice League, 2001
- Anthems Against Scum, 2001

### Verzamelalbums
- Angel Dust - The Collected Highs, 1983
- Bootlegs & Rarities, 1985
- Lost & Found, 1991
- Alternative Chartbusters, 1991
- Kids on the Streets, 1993
- The Independent Punk Singles Collection, 1995
- Rarities, 1997
- The EMI Punk Years, 1999
- Who Killed Liddle, 1999
- Punk Singles Collection, 2004